# Fromentières (Mayenne)
Fromentières é uma comuna francesa na região administrativa da Pays de la Loire, no departamento de Mayenne. Estende-se por uma área de 22,06 km². Em 2010 a comuna tinha 845 habitantes (densidade: 38,3 hab./km²).